# Compuesto de madera y plástico

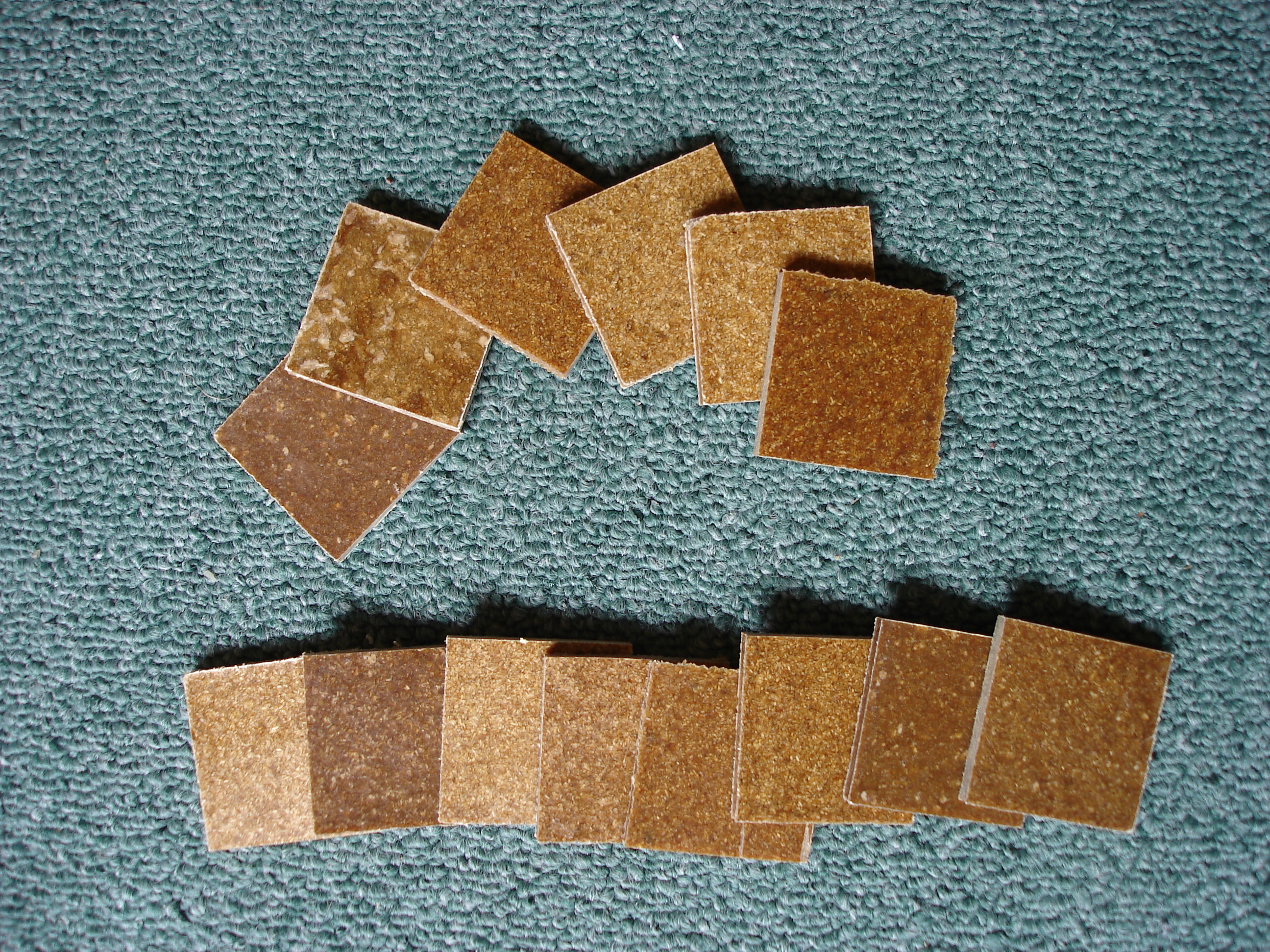
Placas de diferentes fórmulas de compuesto de madera y plástico.

Los compuestos de madera y plástico, llamados así por su traducción del inglés Wood-Plastic-Composites (WPC), son mezclas físicas hechas a temperaturas en las cuales el polímero está reblandecido, por encima de la temperatura de transición vítrea (Tg) y de la temperatura de fusión (Tm).
Los polímeros utilizados para este tipo de compuestos son polietileno, polipropileno, poliuretano y policloruro de vinilo.

## Antecedentes y situación actual
Los compuestos de madera y plástico se vieron por primera vez en Estados Unidos durante los años 1960, principalmente en aplicaciones de marcos de ventanas y puertas. La industria de las ventanas y puertas, que tiene experiencia con materiales de madera, plástico y aluminio, buscó la forma de utilizar materiales más económicos, de allí que el aserrín parecía un material tanto ligero como barato.
El país con mayor producción de este material es Estados Unidos de América, aunque en Europa su investigación y desarrollo ha aumentado en los últimos años, debido a que el uso de este tipo de materiales puede disminuir costos ya que se aprovecha todo el desperdicio de madera y madera reciclada. La densidad del material se puede controlar por medio de espumantes o por el tipo de proceso.
El principal problema de estos compuestos es la temperatura de proceso que, en general, no debe sobrepasar los 190 °C. Otro problema es la humedad de la madera, la cual no es compatible con la mayoría de polímeros y en algunos casos puede originar degradación y pérdida de propiedades físicas por despolimerización.
Los equipos utilizados para extruir este material están comúnmente equipados con husillos dobles para extrusión. Para inyección la tecnología tiene pocos desarrollos. Otros procesos son compresión, termoconformado.
El color de la parte final depende en gran medida del color de la madera y del polímero y cambia. El color del compuesto se puede modificar después del proceso con una laca o durante el procesamiento con un concentrado de color que, si es bien diseñado, puede presentar líneas de flujo que asemejan las vetas normales de la madera.

## Características

### Densidad
La densidad de los compuestos de madera y plástico depende principalmente del contenido de madera en el compuesto, la densidad aumenta proporcionalmente de forma lineal, tanto para PE como para PP.

### Propiedades mecánicas
Flexibilidad: El módulo elástico en pruebas de flexión incrementa en el orden de mil MPa, la tensión incrementa en varios MPa, mientras que la flexibilidad disminuye drásticamente, por lo que el material es más frágil y menos elástico, sin embargo es más fuerte que el polímero base.
Impacto: Con una carga de más de 50% de madera en el compuesto, para LDPE, HDPE y PP, las pruebas de impacto presentan absorción de energía en el orden de LDPE < HDPE < PP, sin embargo, prácticamente todas las muestras presentan ruptura total en pruebas realizadas bajo la norma ISO...(buscar el número).
Los compuestos de madera y plástico no son aptos para aplicaciones que requieren alto desempeño en impacto. La respuesta a la propagación de una ruptura se puede estudiar por medio de la inclusión de una muesca en una probeta de ensayo; sin embargo, los resultados reportados no son de mucho mejor desempeño que la prueba tradicional. Ha sido reportado que algunas fibras, con partículas más bien alargadas que redondas, como las fibras de Jute, ofrecen una resistencia ligeramente mayor a la propagación de la ruptura.

## Extrusión
La extrusión de estos compuestos es la técnica más utilizada para fabricar perfiles de este material, pero también es utilizada para realizar el compuesto, esto sucede por medio de una mezcla física, que en combinación con agentes de acoplamiento puede formar algunos enlaces químicos o formar emulsiones de forma que el material sea estable y posteriormente pueda ser inyectado o moldeado por compresión.
La extrusión de los compuestos de madera y plástico presenta algunos desafíos tecnológicos respecto de la extrusión tradicional.
El primer problema presente es la alimentación del material en la tolva, el polvo y gránulos de material son alimentados en la tolva, sin embargo el polvo fino de madera tiende a conglomerarse en la boca de la tolva, que por acción del calor y de la humedad se pega y no entra al cañón y no tiene contacto con el husillo.
La extrusión puede ocurrir en un equipo de:
- Doble husillo
- Husillo sencillo

El material debe ser secado previamente a la inyección y preferentemente dosificado por robots, para asegurar la homogeneidad durante la extrusión. 
La rapidez con que el husillo gira determina la tasa de material extruido por minuto, sin embargo debe tomarse en cuenta que esta tasa puede tener un máximo y una rapidez mayor solo consumiría más energía sin proveer beneficios en la cantidad de material por unidad de tiempo.
La tasa de material extruido por minuto puede incrementarse con agentes de flujo, agentes de acoplamiento y espumantes.

## Inyección
La inyección de compuestos de madera y plástico obedece en general la misma técnica utilizada en el moldeo por inyección, sin embargo es necesario tomar en cuenta algunos puntos técnicos importantes como lo es la temperatura de degradación del compuesto, pues temperaturas mayores de 205 °C pueden causar problemas de degradación y temperaturas demasiado bajas impedirían una mezcla adecuada de los materiales. 
La temperatura del molde puede mantenerse un poco más elevada que en la inyección tradicional debido a que la madera en el compuesto permite una estabilidad dimensional mejor que el simple polímero, por ello un enfriamiento menos intensivo resulta en un ahorro de tiempo y costos. 
El flujo del compuesto en la cavidad del molde ocurre con mayor rapidez cuando la temperatura del molde es alta.

## Moldeo por compresión
El moldeo por compresión es el método más difundido para la producción de compuestos de madera y plástico, múltiples piezas automotrices internas (piezas que no están expuestas a la vista tanto en interiores como exteriores del automóvil) son hechas de este compuesto y moldeadas por compresión, en esta técnica son utilizadas comúnmente fibras naturales (como jute o henequén) además de la harina de madera.

## Fabricantes
Existen varios fabricantes de WPC a nivel mundial en América, Europa y Asia. Hay que tener en cuenta que los productos importados tienen una huella de carbono muy elevada. Por lo que se recomienda el uso de productos locales que no utilicen productos nocivos como el PVC en su fabricación. Y que puedan recuperar y reutilizar el material al final de su vida útil.